# Austropeucedanum
Austropeucedanum là chi thực vật có hoa trong họ Apiaceae.